# إد جيمس (صحفي)
إد جيمس (بالإنجليزية: Ed James)‏ هو صحفي بريطاني، ولد في 23 مارس 1976 في يوركشاير في المملكة المتحدة.